# Austad (Bygland)
Austad is een kleine plaats in de fylke Agder in het zuiden van Noorwegen. De plaats bestaat uit een verzameling losse huizen aan beide zijden van de Otra met als middelpunt het kerkje uit 1880. Het dorpje maakt deel uit van de gemeente Bygland.

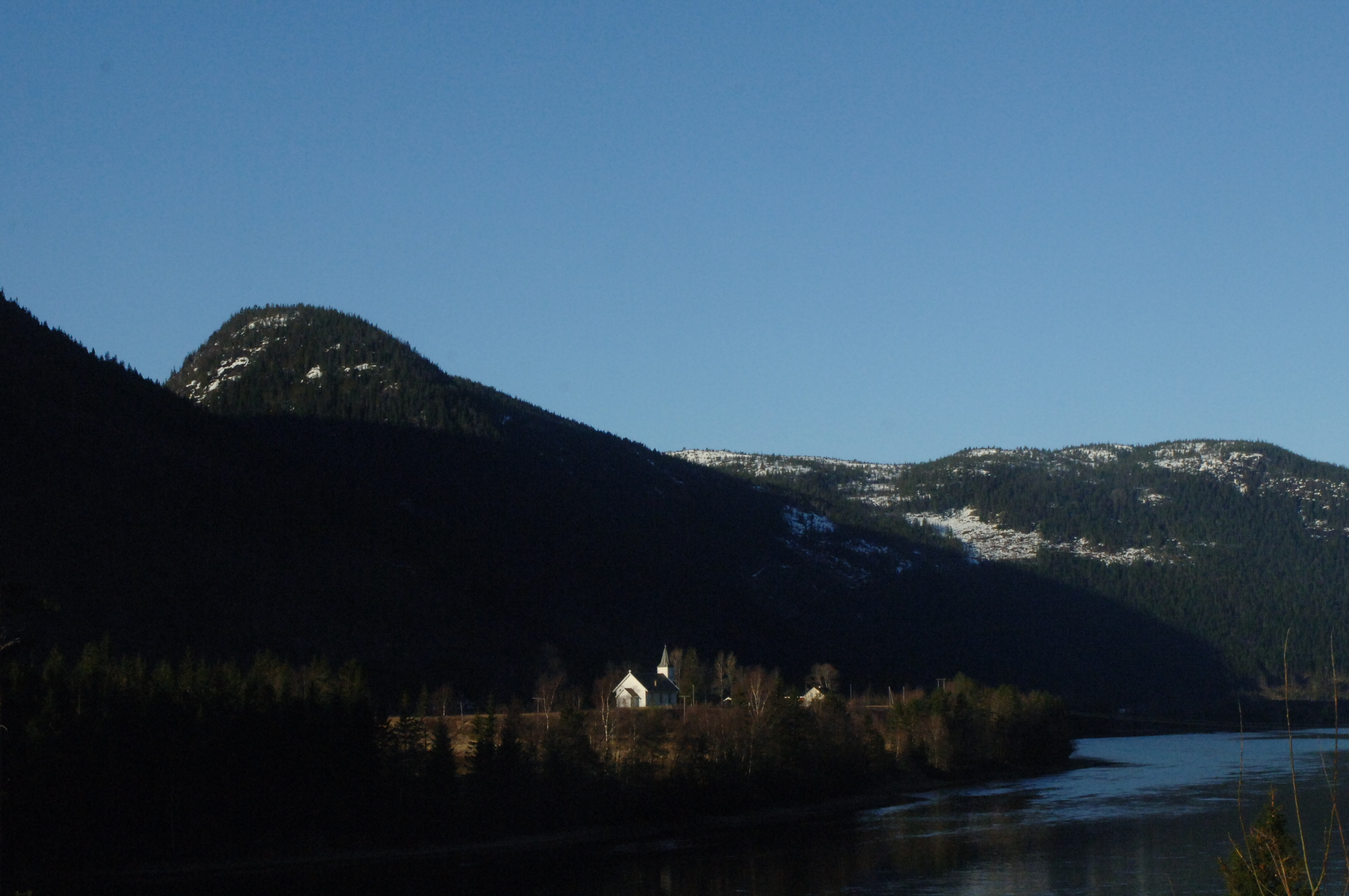
De kerk aan de oever van de Otra